# Henry Briggs
Henry Briggs (Halifax, 1 de fevereiro de 1561 – Oxford, 26 de janeiro de 1630) foi um matemático inglês e professor de geometria do Gresham College de Londres e depois professor em Oxford.
Briggs era um matemático impressionado com o poder dos logarítmos a ponto de visitar seu inventor, John Napier, em Edimburgo, Escócia. Para obter os logaritmos era sempre útil ter tabelas de consulta, tábuas de cálculo. Nesse encontro, em Edimburgo, "Napier e Briggs concordaram que as tábuas seriam mais úteis se fossem alteradas de modo que o logaritmo de 1 fosse 0 e o logaritmo de 10 fosse uma potência conveniente de 10, nascendo assim os logaritmos briggsianos ou comuns" ou os logaritmos de hoje em dia.

## Bibliografia

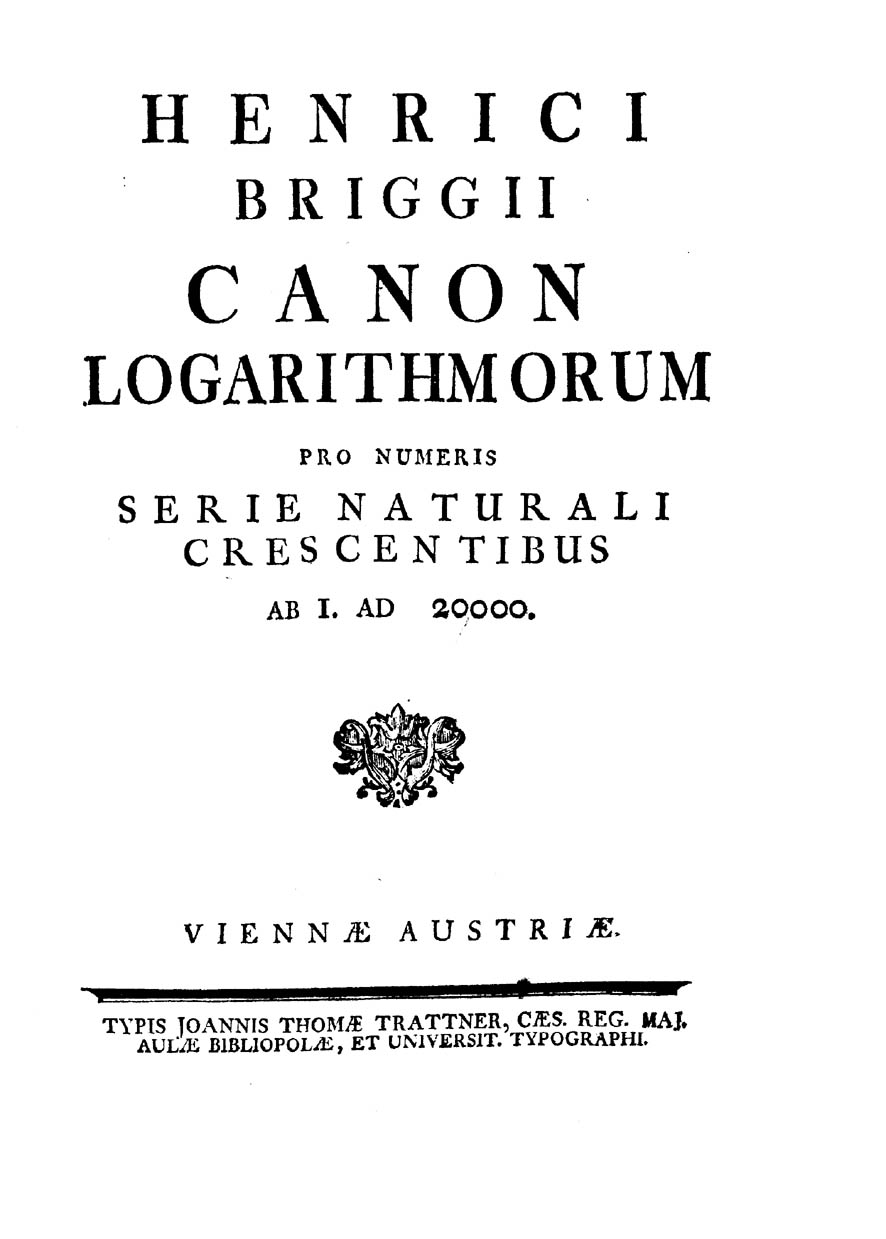
Canon logarithmorum

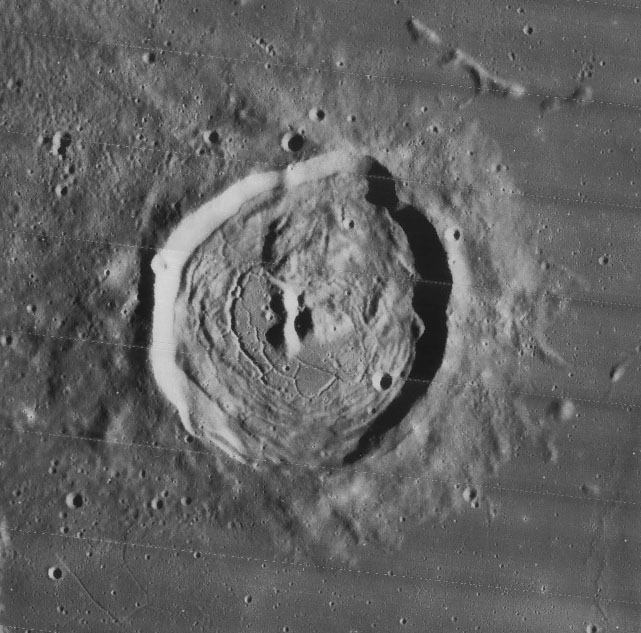
Cratera da lua em homenagem a Briggs